# Il rapimento di Miss Ellen
Il rapimento di Miss Ellen è un film muto italiano del 1914 diretto da Guglielmo Zorzi.